# Oued Taria
Oued Taria est une commune de la wilaya de Mascara en Algérie.

## Géographie
Oued Taria est avoisinante de la daïra de Sidi Boubekeur (wilaya de Saïda), de Ghriss, de Beniane et de Aïn Fekan.
Les principaux centres urbains sont Guerdjoum et Ouizert auxquels s'ajoutent notamment les douars de Ouled Bouhalouane, Sidi Aïssa, Ouled Belil, Ouled Ben Nasser, Ouled Ali Ben Aïssa, Oueld Charif, Amourate.
La commune est arrosée par un l'Oued de même nom, séparant les deux rives de la ville reliées par deux ponts, l'un datant de 1903 et l'autre des années 1970 qui est situé sur la route nationale 6.

## Toponymie
Oued Taria est un toponyme composé de "Oued" en arabe "وادِي" : rivière et "Taghia" en tamazight zénète "ⵜⴰⵖⵢⴰ" : gorge, canyon. 

## Histoire
Oued Taria est créé comme centre urbain en 1872. Avant cette date, le site était mentionné pour l'existence d'un caravansérail bâti en 1858 . En 1882, la commune compte « 7 417 habitants, dont 535 français, 47 Israélites, 6 650 indigènes, 185 étrangers ». Vers 1897, le préfet d'Oran décide de supprimer la commune pour l'annexer à celle de Mascara, situé à 32 kilomètres sur la route de Saïda, entre Froha et Franchetti, dont elle forme une section. Le peuplement du territoire de 670 hectares est divisé en 22 lots agricoles : 12 sont occupés par des Alsaciens-Lorrains ayant décidé de se rallier à la France après la Guerre de 1870 et l'annexion de l'Alsace-Lorraine à l'Allemagne en 1871.

## Sport
La ville accueille un club de football, l'IRB Oued Taria, fondé en 1964.